# Rhabdodemania calycolaimus
Rhabdodemania calycolaimus är en rundmaskart som beskrevs av Stekhoven och Mawson 1955. Rhabdodemania calycolaimus ingår i släktet Rhabdodemania och familjen Rhabdodemaniidae. Inga underarter finns listade i Catalogue of Life.